# Prison de Straubing
Justizvollzugsanstalt Straubing

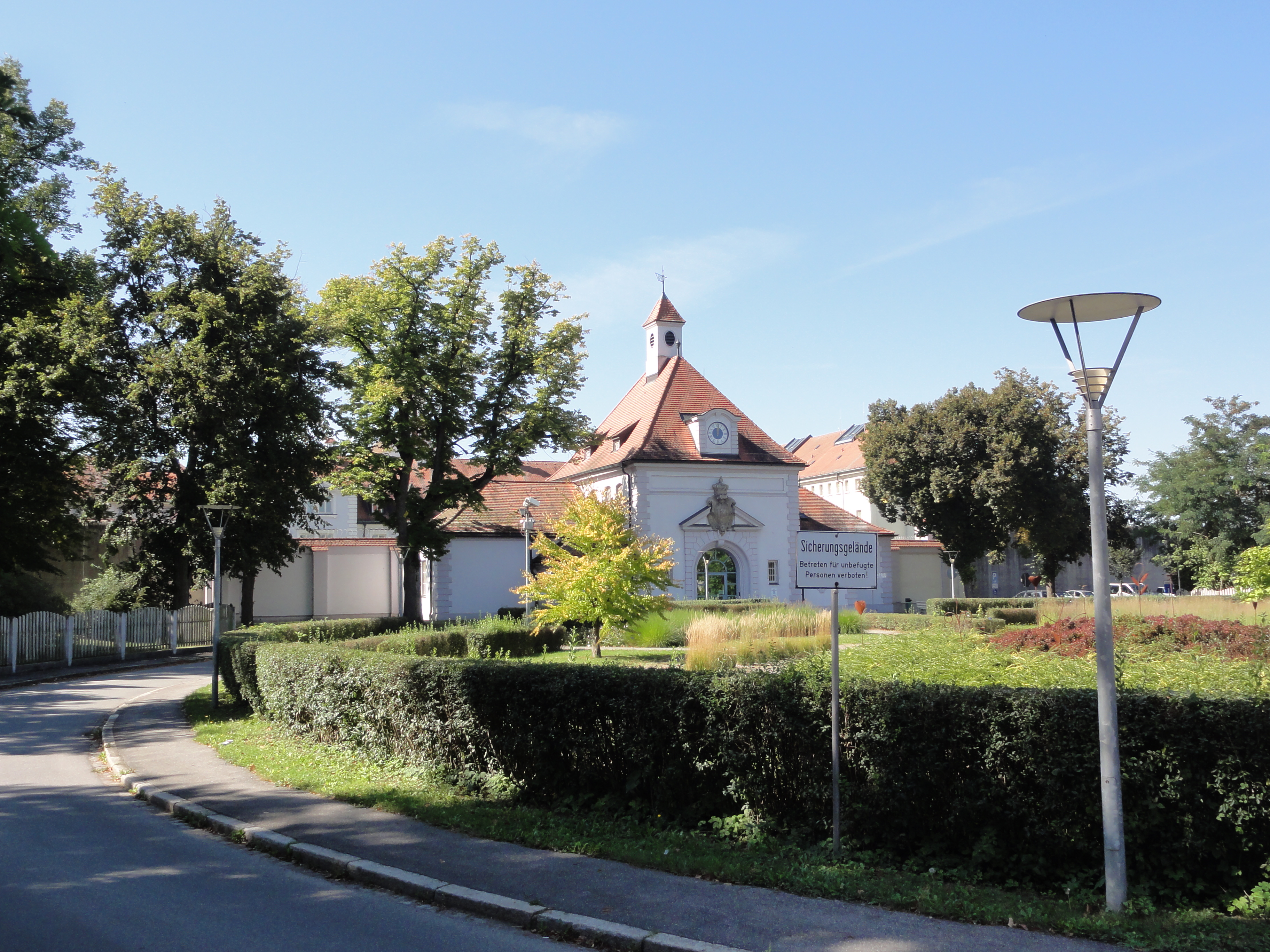
Vue extérieure de l'entrée.

La prison de Straubing (en allemand Justizvollzugsanstalt Straubing, abrégé JVA Straubing) est un établissement pénitentiaire de l'État libre de Bavière situé à Straubing. Il existe en outre une unité psychiatrique spéciale et un centre de rétention de sûreté, distinct de celui d'exécution des peines.

## Histoire
L'établissement a été construit entre 1898 et 1902 en tant que maison d'arrêt équipée selon les normes les plus modernes de l'époque pour l'administration judiciaire du royaume de Bavière. La prison anglaise de Pentonville a servi de modèle. Les bâtiments de cette époque sont classés monuments historiques.
Le 1er mai 1917, ce qu'on appelait alors l'hôpital pour criminels irrécupérables — aujourd'hui service psychiatrique de la prison de Straubing — a été ouvert. En 1932, la ferme située à l'extérieur des murs d'enceinte fut construite. Pendant la Seconde Guerre mondiale, l'établissement a accueilli temporairement plus de 3 000 détenus.
Après les dégâts de la Seconde Guerre mondiale, les ateliers de travail ont été reconstruits et les miradors ont été érigés le long du mur d'enceinte.
Le 1er avril 1970, en raison de l'unification des peines de privation de liberté dans le système allemand, l'établissement a été rebaptisé de Zuchthaus (maison d'arrêt) en Justizvollzugsanstalt (établissement pénitentiaire).
En 1973, la construction de la nouvelle aile réservée à des activités économiques et à la formation a été achevée et, en 1983, la construction d'un nouveau bâtiment d'exploitation, qui abrite aujourd'hui une grande entreprise commerciale, a été terminée. Une rénovation complète des huit ailes de cellules de l'établissement a été terminée à la fin de l'année 1988.
Au début de l'année 1990, une mutinerie de prisonniers a donné lieu à l'escalade d'un toit par des détenus. Ce fait a fait l'objet la même année d'une commission d'enquête parlementaire au Parlement bavarois. La commission d'enquête, créée le 21 mars 1990, devait examiner une pétition de 338 détenus. Cela concernait, entre autres, le traitement de détenus avec des psychotropes (Leponex 100) par des médecins de l'établissement de Straubing. Le 14 juillet 1990, le quotidien TAZ a publié un article sur leur prédécesseur, le Dr Last : « Le médecin de l'établissement a dû reconnaître les faits. Cependant, selon lui, l'application de Dapotum D dans 193 cas n'était pas un « essai à grande échelle », mais un « essai clinique » ».
Le nouveau centre de visite situé sous la cour administrative a été mis en service en 2001.
En avril 2009, la psychologue du JVA, Susanne Preusker, a été enfermée pendant sept heures, menacée avec un couteau et violée par un délinquant sexuel qu'elle avait auparavant essayé de soigner pendant des années.
L'établissement pour la détention de sûreté, séparé de l'établissement pénitentiaire et doté de 84 places, a été construit en 2012/2013 dans la partie sud de l'établissement et est entré en fonctionnement le 18 juin 2013.
En 2015, l'établissement pénitentiaire de Straubing est environ le cinquième plus grand établissement pénitentiaire de Bavière, en termes de places de détention.

## Fonctionnement actuel
L'établissement pénitentiaire de Straubing compte actuellement 845 places de détention en régime ordinaire. Les chiffres d'occupation varient toujours légèrement. La prison de Straubing est connue pour accueillir des criminels condamnés à une peine de prison de plus de six ans. En outre, l'établissement pénitentiaire de Straubing distingue une section pour les détenus qui sont incarcérés pour la première fois (première exécution), une section pour les détenus qui sont encore particulièrement jeunes - entre 22 et 27 ans (section pour jeunes détenus) - et une section pour les détenus qui ont déjà été condamnés à plusieurs reprises pour des délits (exécution normale). De plus, l'établissement pénitentiaire de Straubing dispose d'une section de détention préventive. En général, seuls les détenus en détention provisoire qui risquent une longue peine de prison y sont placés. Depuis quelques années, il existe également une section pour les détenus ayant commis des délits sexuels. Il s'agit de la section socio-thérapeutique (SothA). Une autre unité socio-thérapeutique a été créée pour les auteurs de violences.
Dans cet établissement pénitentiaire, il est possible d'apprendre plusieurs métiers — entre autres, depuis 2014, celui de spécialiste en logistique du stockage —. Les formations par correspondance de l'université de Hagen (de) ne sont plus proposées depuis 2011. Un centre de formation central a été mis en place à cet effet au sein de l'établissement pénitentiaire de Würzburg. Les détenus intéressés par des études peuvent y être transférés, en dérogation à leur plan de détention.
L'établissement dispose également d'un service psychiatrique spécial, le « Haus 3 », qui sert également de centre de soins pour d'autres établissements pénitentiaires. Il y a également une section pour les détenus qui font l'objet d'une mesure de sûreté en vertu du paragraphe 66 du code pénal allemand.
L'établissement pénitentiaire dispose d'un centre d'accueil des visiteurs moderne et sécurisé.
Il est également connu pour les représentations annuelles de pièces de théâtre. Celles-ci sont jouées par des comédiens amateurs (tous des détenus). Le public connaît également l'établissement pénitentiaire de Straubing grâce au grand bazar qui a lieu chaque année en octobre. Des peintures et des objets de bricolage y sont vendus. Ce marché attire généralement au moins 3 000 visiteurs.
À Straubing se trouve également l'Académie bavaroise des prisons, où sont formés les futurs fonctionnaires du 2e niveau de qualification (appelé jusqu'en 2010, niveau intermédiaire). Elle n'est cependant pas rattachée à l'établissement pénitentiaire de Straubing, mais est indépendante.

## Détenus célèbres
- Adolf von Harnier (de) (1903-1945), juriste et avocat allemand, patriote et monarchiste bavarois, résistant contre le national-socialisme.
- Stephan Letter (né en 1978), connu sous le nom de « Todespfleger von Sonthofen » (infirmier de la mort de Sonthofen), condamné à une peine de prison à perpétuité pour seize meurtres, douze homicides et un homicide sur demande.